# Исимбаева, Гульмира Истайбековна
Гульмира Истайбековна Исимбаева (род. 23 августа 1957, село Ушарал, Таласский район Жамбылской области, Казахская ССР, СССР) — казахстанский государственный деятель. Депутат (2007—2021), заместитель Председателя Мажилиса Парламента Республики Казахстан (2016—2021). Председатель Совета Директоров КазНПУ им. Абая (с 22.01.2021)

## Биография
Родился 23 августа 1957 года в селе Ушарал Таласского района Жамбылской области.
В 1978 году Окончила филологический факультет Жамбылского педагогического института по специальности учитель русского языка и литературы.
В 1994 году Окончила юридический факультет Казахского государственного университета им. С. М. Кирова по специальности юрист-правовед.
С 1978 по 1990 год — учитель русского языка, организатор внеклассной работы Учаральской средней школы.
С 1990 по 1993 год — секретарь, заместитель Председателя Комитета ВС Республики Казахстан по вопросам развития науки и народного образования.
С 1993 по 2007 год — директор Департамента, начальник управления образования города Алматы.
С 2007 по 2021 год — депутат Мажилиса Парламента Республики Казахстан.
С 2016 по 2021 год — заместитель председателя Мажилиса Парламента Республики Казахстан.
С 2016 по 2019 год — руководитель фракции партии Нур отан в Мажилисе Парламенте Республики Казахстан.
С 22 января 2021 года — председатель Совета Директоров КазНПУ им. Абая.

## Выборные должности, депутатство
С апреля 1990 года по декабрь 1993 года — депутат Верховного Совета Казахстана двенадцатого созыва, секретарь, заместитель председателя Комитета по вопросам развития науки и народного образования Верховного Совета республики двенадцатого созыва.
С сентября 2007 года по ноябрь 2011 года — депутат Мажилиса Парламента Республики Казахстан IV созыва, член Комитета по социально-культурному развитию Мажилиса Парламента РК.
С января 2012 года по январь 2016 года — депутат Мажилиса Парламента Республики Казахстан V созыва, член Комитета по социально-культурному развитию Мажилиса Парламента РК
С 24 марта 2016 года — депутат Мажилиса Парламента Республики Казахстан VI созыва, Заместитель Председателя Мажилиса Парламента Республики Казахстан.
Руководитель фракции «Нур Отан» в Мажилисе Парламента Республики Казахстан.
Член партии «Нұр Отан», избрана по партийному списку.
Автор учебника «Букварь» для 1 класса по программе 12-летнего образования.

## Награды и звания
- 2016 — Орден Парасат[2][3]
- 2009 — Орден Курмет
- 2007 — Медаль «Ыбырай Алтынсарин»
- 2003 — Медаль А. С. Пушкина (Международная ассоциация преподавателей русского языка и литературы)[4]
- 2001 — Медаль «За трудовое отличие» (Казахстан)[5]
- Благодарность Президента Республики Казахстан с вручением нагрудного знака «Алтын Барыс»
- Нагрудные знаки «Почётный работник образования Республики Казахстан» и «Отличник образования Республики Казахстана»
- Лауреат премии имени М. В. Ломоносова
- Орден «Содружество» (21 ноября 2019 года, Межпарламентская ассамблея СНГ) — за активное участие в деятельности Межпарламентской Ассамблеи и её органов, вклад в укрепление дружбы между народами государств — участников Содружества Независимых Государств[6]
- Медаль «МПА СНГ. 25 лет» (27 марта 2017 года, Межпарламентская ассамблея СНГ) — за заслуги в деле развития и укрепления парламентаризма, за вклад в развитие и совершенствование правовых основ функционирования Содружества Независимых Государств, укрепление международных связей и межпарламентского сотрудничества[7]
- Правительственные медали, в том числе:
  - Медаль «10 лет Астане» (2008)
  - Медаль «20 лет независимости Республики Казахстан» (2011)
  - Медаль «20 лет Конституции Республики Казахстан» (2015)
  - Медаль «25 лет независимости Республики Казахстан» (2016)
  - Медаль «20 лет Астане» (2018)
  - Медаль «25 лет Конституции Республики Казахстан» (2020)